# 赵恢
赵恢（1397年—1457年），字汝弘，号文峰，福州连江县郊江南铺人。明朝翰林。

## 生平
赵恢生于明洪武三十年（1397年）。父名道应，母郑氏。赵恢四岁时父母逝世，继母陈氏待之冷淡，其姑母奉祖母阮氏之命，将其领回家中养育。
赵恢24岁中乡举。宣德八年（1433年）赴京会试，进士及第，为殿试一甲第二名榜眼，任翰林院编修。正统元年（1436年）陞侍读，充经筵讲官。景泰四年（1453年），主管南闱鄉試。不久，进右春坊庶子兼侍读，纂修国史。赵恢曾归里探亲，并建家庙附祀姑母于别室，一时传为美谈。天順元年（1457年）病卒，享年60岁，墓在新安里南宫垅。

## 著作
赵恢长于文史和诗词，著有《国史拾遗》8卷、《厘正集》6卷、《出使录》等。